# ファンファーレ
ファンファーレ（fanfare）は、主に式典などで演奏される、ごく短い華やかな楽曲である。
本来の意味から転じて、「ファンファーレ」という語は、派手な騒ぎや宣伝・誇示活動、優勝（チャンピオン）を祝福する行為などを表すときに比喩的に使われることもある。

## 起源
ファンファーレの起源は中世ヨーロッパに遡り、軍隊や狩猟、式典の際の合図などが元であった。
一般的に古代ローマを描写するとき、式典などの場面でファンファーレを登場させることがあるが、当時存在したという証拠は乏しい。当時、トランペット系の金管楽器は、現代的な意味での音楽を演奏するのではなく、軍隊の指揮用として「前進」「後退」などを命ずる通信手段として使用された。
18世紀フランスでは、ファンファーレとはエネルギーのある旋律の繰り返しによる楽章であった。近代的な意味でのファンファーレは19世紀、イギリスでの戴冠式やその他重要な機会のために作曲されたのが始まりである。例えば、エドワード7世のために作曲されたパリーの『アイ・ワズ・グラッド』（I was glad）である。

## 演奏

### 使用楽器
ファンファーレ演奏に用いられる楽器は、主にトランペット（専用の楽器としてファンファーレ・トランペットがある）やその他の金管楽器である。打楽器ともに演奏されることもある。
なお、公営競技の競艇や一部の地方競馬などでは、シンセサイザーなどの電子楽器によるものが使用されている。

### スポーツにおける演奏

#### 公営競技
日本の公営競技（競馬・競輪・競艇・オートレース）では、各競走の発走に先立って演奏が行われる。大半は予めテープやmp3形式などで収録されたものの演奏となるが、中央競馬の一部競走（例：日本ダービーや有馬記念などのGI級レース、あるいはローカル開催の主要重賞）では生演奏が行われる。また、大井競馬場ではトゥインクルレース（ナイター競馬）開催中毎日、ファンファーレ・トランペットでの生演奏が行われる（詳しくは「ファンファーレ (競馬)」を参照）。

#### 野球
日本のプロ野球の応援では、選手が打席に入った後に通常の応援歌演奏の前に1度だけ、トランペットで演奏される曲のことをファンファーレという。
高校野球でもファンファーレが使用されており、よく知られているものに天理高等学校吹奏楽部の『天理ファンファーレ』（1960年代）がある。リチャード・ボウルズ（Richard Bowles）が作曲した吹奏楽曲『マクシンカッキー序曲』（Maxinkuckee Overture）の一部を基にした天理高等学校のオリジナル曲であったが、現在では『アフリカン・シンフォニー』（1974年 智弁学園和歌山高等学校ではアフリカンマーチ）と並んで高校野球では人気の高い応援曲である。

## 主なファンファーレ
- ポール・デュカス『「ラ・ペリ」のためのファンファーレ』（1912年）
- アーロン・コープランド『市民のためのファンファーレ』（1942年）
- モートン・グールド『自由のためのファンファーレ』（1943年）
- ベンジャミン・ブリテン『聖エドモンズ墓地のためのファンファーレ』（1959年）
- 今井光也『オリンピック東京大会ファンファーレ』（1962年）
- イーゴリ・ストラヴィンスキー『新しい劇場のためのファンファーレ』（1964年）
- アーサー・ブリス『ロンドン市長のためのファンファーレ』（1967年）
- ジョン・ウィリアムズ『リバティー・ファンファーレ』（1986年）
- アルフレッド・ニューマン『20世紀フォックス・ファンファーレ』